# Aeroportul George Downer
Aeroportul George Downer (IATA: AIV, ICAO: KAIV, FAA LID: AIV) este un aeroport din Alabama, Statele Unite ale Americii ce deservește zona Aliceville⁠(d).
Situat la o altitudine de 46 m, aeroportul dispune de 1 pistă.

## Infrastructură

### Piste
Aeroportul dispune de o singură pistă. Pista 6/24 are suprafața de asfalt și dimensiunile 5.001 picioare × 80 picioare. 